# Flavoparmelia
 (mars 2017).
Si vous disposez d'ouvrages ou d'articles de référence ou si vous connaissez des sites web de qualité traitant du thème abordé ici, merci de compléter l'article en donnant les références utiles à sa vérifiabilité et en les liant à la section « Notes et références ».
Genre
Flavoparmelia est un genre de champignons lichénisés de la famille des Parmeliaceae, aux thalles foliacés. 
Ils peuvent vivre sur un large éventail de surfaces, et se développer pour couvrir une superficie de la taille d'une assiette. On les trouve principalement sur les troncs d'arbres dans les bois.

## Espèces
Ce genre largement distribué contient 37 espèces : F. amplexa, F. baltimorensis, F. callichroa, F. caperata, F. caperatula, F. citrinescens, F. diffractaica, F. ecuadoriensis, F. euplecta, F. exornata, F. ferax, F. gerlachei, F. glomelliferica, F. haysomii, F. haywardiana, F. helmsii, F. kantvilasii, F. leucoxantha, F. marchantii, F. neuquenensis, F. norfolkensis, F. pachydactyla, F. papillosa, F. praesignis, F. proeuplecta, F. quichuaensis, F. rutidota, F. salazinica, F. scabrosina, F. secalonica, F. soredians, F. springtonensis, F. subambigua, F. subamplexa, F. subcapitata, F. succinprotocetrarica, F. virensica.

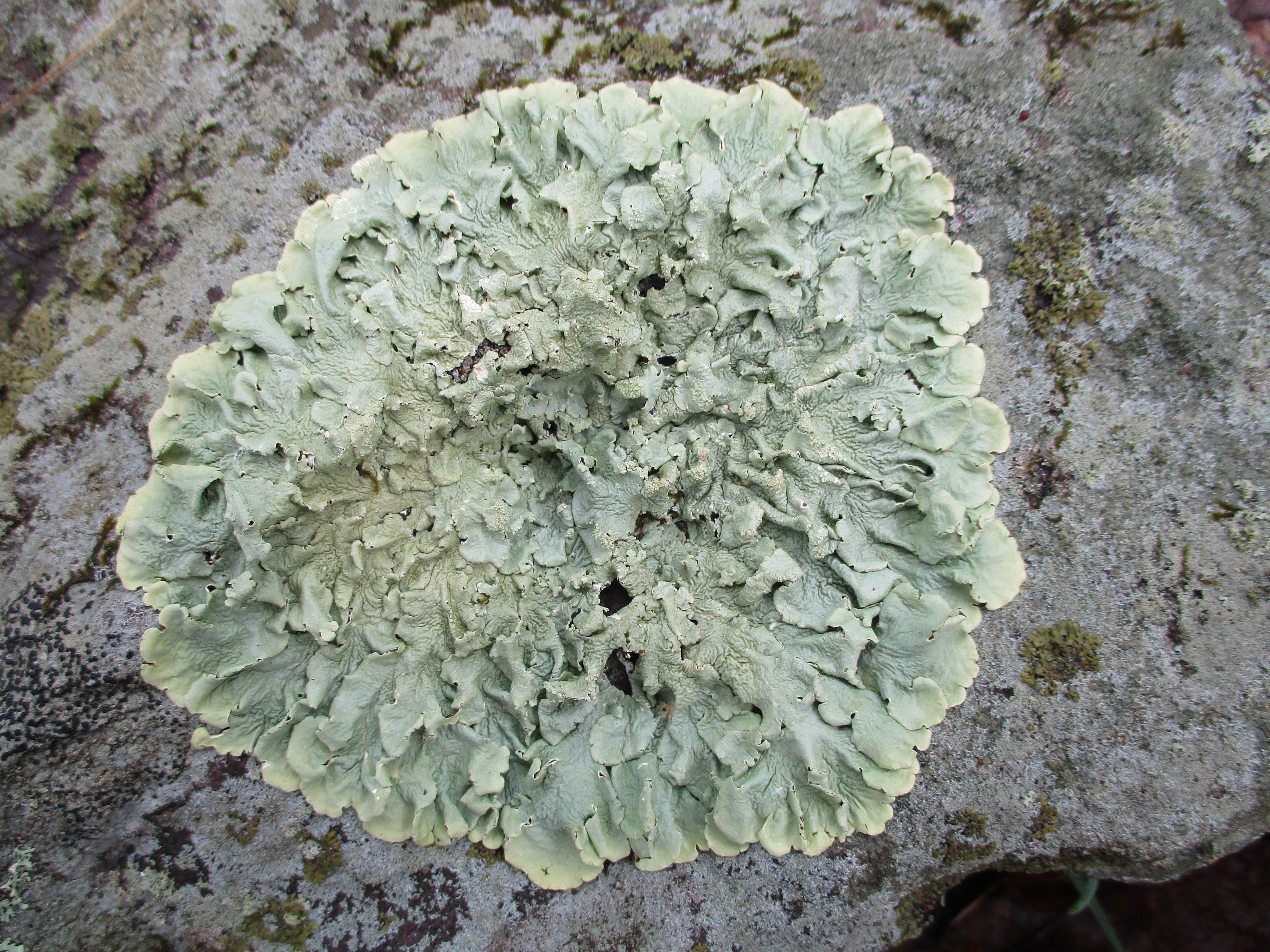
Flavoparmelia baltimorensis
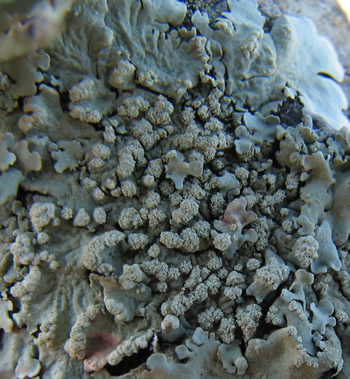
Flavoparmelia caperata
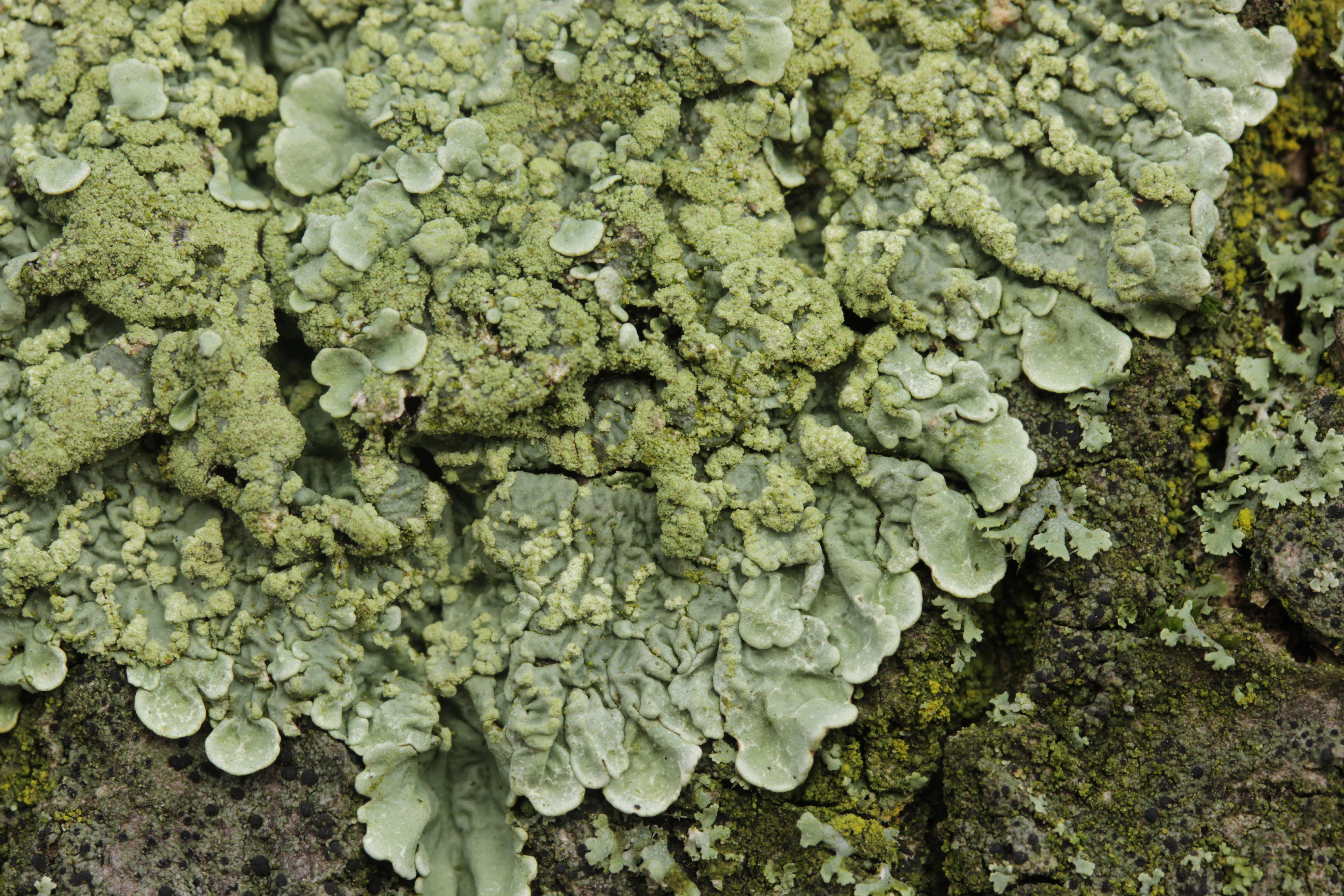
Flavoparmelia soredians

## Caractéristiques
Larges lobes de couleur verte au-dessus, de couleur noire en dessous. 

## Étymologie
Le nom de genre vient de 'flavus' en latin, qui signifie jaune, en référence à la couleur du thalle, le plus souvent d'un jaune-verdâtre lié à la présence d'acide usnique.